# EF Education First
EF Education First (abbreviata in EF) è una società internazionale specializzata in formazione linguistica, viaggi studio, corsi di laurea e scambi culturali. La società è stata fondata nel 1965 da Bertil Hult nella città universitaria svedese di Lund. L'azienda è di proprietà privata della famiglia Hult.
A partire dal 2017, EF conta circa 52 000 dipendenti in 116 paesi.

## Storia
Nel 1965, in Svezia, l'ex studente Bertil Hult lasciò il college per fondare una società di corsi di lingue straniere, che chiamò "EF". In precedenza aveva lavorato presso una banca svedese a Londra; vivendo nel Regno Unito, pur non essendo stato in grado di imparare la lingua inglese a scuola a causa della dislessia, aveva imparato a parlare in pochi mesi la lingua "per immersione".
Inizialmente Hult cominciò a vendere corsi di lingua francese a studenti svedesi che volevano studiare in Francia, ma sin dall'inizio aveva pensato che l'inglese fosse un mercato più grande; iniziò quindi a offrire servizi di lingua inglese in tutta Europa. Nel 1972 un amico lo convinse ad aprire una scuola in Giappone, proprio quando nel paese nipponico furono introdotte le tastiere in lingua inglese. La compagnia andò così incontro a una forte crescita, e nel 1983 stabilì una propria sede anche negli Stati Uniti, prima in California e poi, nel 1988, a Boston.
Hult non fece mai ricorso ad investimenti esterni, facendo crescere il business solo grazie ai propri profitti. Nel 2014 EF aveva circa 37 000 dipendenti in 55 Paesi. Quell'anno Hult smise di dirigere la società e passò la guida ai tre figli: Philip, Alex e Eddie.

## Attività
EF Learning Labs pubblica ogni anno l'indice annuale EF English Proficiency Index, una classifica delle competenze nella lingua inglese per Paese, che mostra correlazione tra la conoscenza media dell'inglese di un Paese e la sua competitività.. Per raccogliere i dati è stato elaborato un test standardizzato di inglese chiamato EF Standard English Test.

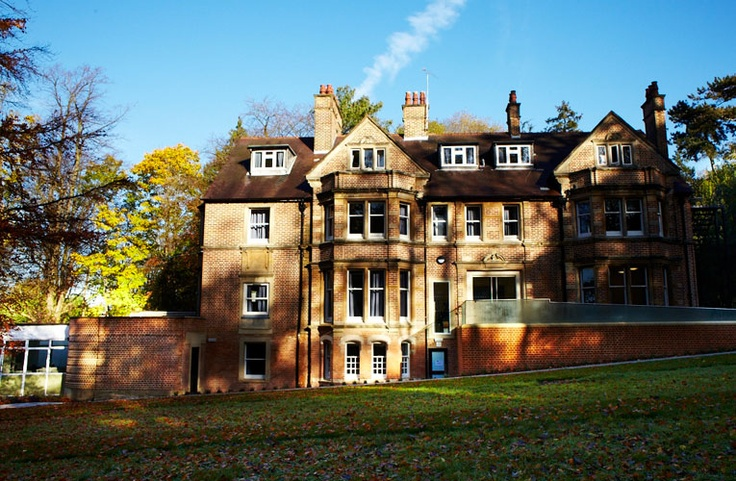
EF Academy Oxford Campus

La compagnia offre, inoltre, la possibilità di studiare presso la scuola superiore privata EF Academy, e anche un programma di e-learning per adulti chiamato "EF English Live". Inoltre, tramite una divisione denominata EF Tours, l'azienda offre tour didattici, tour di apprendimento dei servizi e conferenze.
Nel 2018 EF diventa lo sponsor principale della squadra ciclistica professionistica Slipstream Sports, che a seguito della nuova sponsorizzazione cambia nome in EF Education-EasyPost.

## Controversie
Il 17 febbraio 2022 Claudio Mandia, uno studente salernitano iscritto al programma IB Diploma presso la scuola superiore privata EF Academy di New York, si è tolto la vita mentre era in attesa dell’arrivo dei suoi genitori dopo essere stato espulso dal programma per aver copiato e presentato uno degli elaborati richiesti per ottenere il diploma. A seguito della denuncia presentata dai genitori di Mandia contro la scuola, la vicenda di Claudio è stata discussa nel programma televisivo Chi l'ha visto?. La scuola ha sempre negato la circostanza per cui il giovane si trovasse in stato di confinamento. Dopo un'indagine approfondita di otto mesi per esaminare tutti i fatti, la Procura della Contea di Westchester, dove si trova il campus della EF Academy New York, ha stabilito che non ci sono i presupposti per formulare accuse contro la scuola.